# ジェフリー・ウォディントン
ジェフリー・ウォディントン（Geoffrey Waddington, 1904年9月23日 - 1966年1月3日）は、イギリス出身の指揮者。
レスターの生まれ。3歳の時にレスブリッジに移住し、7歳のころからヴァイオリンを学ぶ。1921年にトロント音楽院の奨学生となり、ヒーリー・ウィラン、ルイジ・フォン・クニッツ、レオ・スミスらの薫陶を受けたが、翌年には同音楽院の教員となり、トロント交響楽団の団員を務める傍らでCKNC放送局に勤務するようになった。1926年から同放送局のオーケストラの音楽監督となり、カナダ初のバラエティ番組となった「ニールソン・アワー」の音楽を手掛けて広く名を知られるようになった。1933年からCKNCがカナダ・ラジオ放送委員会 (CRBC) に改組された時にも音楽監督に再任されたが、1936年からしばらくフリーランスの指揮者となり、トロントのロイヤル・ヨーク・ホテルのオーケストラを指揮しながら放送局の番組の音楽に関わった。1938年からCBCウィニペグの音楽監督となり、1947年にはCBC（カナダ放送協会）の音楽顧問としてCBCオペラ・カンパニーを設立した。1952年から1963年までCBCの初代音楽部長に就任し、CBC交響楽団を組織した。1964年からはCBCの音楽顧問と交響楽部門のディレクターを務めた。
トロントにて没。